# I racconti di Kolyma
I racconti di Kolyma (titolo orig. russo Колымские рассказы, traslitterato Kolymskiye rasskazy) è il nome dato a sei raccolte di racconti dell'autore russo Varlam Tichonovič Šalamov sulla vita nei gulag staliniani dell'Unione Sovietica. La maggior parte delle storie sono autentici documenti di vita vissuta e riflettono l'esperienza concentrazionaria personale di Salamov, imprigionato per 17 anni. Egli iniziò a lavorarci dopo la scarcerazione nel 1953 e continuò scrivere fino al 1973. Considerati il capolavoro di Šalamov come scrittore, sono oggi reputate una delle opere più importanti della letteratura russa del XX secolo. Ognuna delle sei raccolte di storie ha un proprio nome.

## Prefazione
(dalla Prefazione di Irina P. Sirotinskaja ai Racconti di Kolyma)
Nella sua prefazione al libro, Irina P. Sirotinskaja racconta la storia della parola di orrore e verità di Varlam Šalamov attraverso l'oscuro sentiero dei gulag staliniani della Kolyma. Šalamov rivela la tremenda "... facilità con cui l'uomo si dimentica di essere uomo" (p. IX), anche se, perfino nel buio più impenetrabile, continua a desiderare e sognare ancora uno spiraglio di luce. L'unica maniera di non tradire se stesso dopo questa esperienza, era quello di dire agli altri quest'orrore, senza però farlo diventare "oggetto d'arte", o come se potesse essere paragonato ad altre esperienze umane (ibidem).
Ma, nonostante egli rifiuti qualunque tipo di "letterarietà" per queste ragioni, Irina non può fare a meno di rilevare la profondità del complesso "flusso lirico-emozionale" dell'opera, che S. compone nello spazio di vent'anni, subito dopo la scarcerazione definitiva del 1953.

## Ricordi
e la tenebra verrà»
(V. Šalamov, in Ricordi di I. Sirotinskaja)
In Ricordi, la vera introduzione all'opera, Irina descrive Šalamov nei lunghi anni di incontri e conversazioni tra loro: un uomo eccezionale, che del mondo percepiva "i legami segreti fra cose e fenomeni" (p. XV), e che al tempo stesso provava tenerezza per ogni minimo gesto degli altri; si era legato anche ai figli ancora piccoli di Irina (che ella spesso portava agli incontri con lui), conservando i disegni che gli avevano donato durante le visite, o componendo brevi liriche su di loro.
Già al primo incontro, Šalamov rivela a Irina il suo "undicesimo comandamento": non insegnare. "Non insegnare a vivere agli altri". Ognuno ha il suo modo di vivere la verità: "... la tua verità può essere inadatta a un altro, proprio perché è la tua, non la sua verità" (p. XVII). Ma già era per lei un insegnamento anche il suo semplice narrare dell'amatissima gatta Mucha, che poi era scomparsa e che Varlam aveva incominciato a cercare per la città come una figlia, e di quando poi l'aveva fatta dissotterrare dal cimitero dei randagi solo per darle l'ultimo addio, perché si erano tanto amati (p. XVIII).
I suoi racconti sono gridati fino in fondo, e nonostante la pena del ricordo egli li rivede ogni volta davanti agli occhi, mentre li narra verbalmente a Irina. Ma anche quando le recita versi legati al suo presente precario, si sente sempre il richiamo al passato, come in Le onde dello Stige: "... un giorno morirò. / Qualcuno mi stringerà il cuore in una morsa / lo immergerà nel fuoco, nella brace" (p. XXIV).

Non ama l'inverno, lo hanno sempre arrestato in inverno. E non lo ama soprattutto negli ultimi anni, all'istituto per invalidi, quando ormai riconosce Irina in visita solo toccandole la mano, e a cui detta la sua ultima poesia a lei dedicata, "... purché non mi dimentichi, / purché conservi il comune segreto, / nei nostri giorni, come sopra un ceppo / non per caso è cifrato" (p. XXXVI).

## I racconti
(Varlam Šalamov, La resurrezione del larice, in Racconti di Kolyma)
L'opera è stata disposta in sei parti, che scorrono, in modo non strettamente cronologico, attraverso le varie fasi della detenzione e liberazione del protagonista, narrando talvolta vicende di altri personaggi in modo del tutto indipendente: I racconti di Kolyma, La riva sinistra, Il virtuoso del badile, Scene di vita criminale, La resurrezione del larice, Il guanto ovvero KR-2.
Nella neve, il primo dei racconti, descrive come viene faticosamente aperta una strada sulla neve vergine. Bisogna scegliere un punto di riferimento, e ognuno degli uomini assegnati che deve tracciare la via, anche se debole e incerto, lascia comunque un segno con il piede su un lembo di neve vergine (pp. 5–6).
Già in I carpentieri Šalamov inquadra le condizioni climatiche nella nebbia bianca invernale della Kolyma, le cui temperature sono riconosciute dai vecchi detenuti senza termometro: "... se c'è una nebbia gelata, fuori fa meno quaranta; se l'aria esce con rumore del naso, ma non si fa ancora fatica a respirare, vuol dire che siamo a meno quarantacinque; se la respirazione è rumorosa e si avverte affanno, allora meno cinquanta. Sotto i meno cinquantacinque, lo sputo gela in volo" (p. 17).
Il pericolo e il tormento non è dato solo dalle condizioni detentive imposte dal sistema, ma soprattutto dall'azione violenta e criminosa all'interno del campo dei blatnye, i criminali comuni, tollerata dalle autorità; essi la esercitano sui detenuti politici, che hanno soprannominato fraery, "fessi", per la loro inevitabile passività di fronte alle loro umilianti prepotenze (che potevano anche arrivare a ferimenti gravi, a torture e all'omicidio di chi non accettava la loro zakon, legge non scritta).
In Sulla parola un compagno del protagonista viene ucciso perché rifiuta di consegnare ai delinquenti un maglione a cui è particolarmente affezionato (inviatogli in dono la moglie); in Il pacco da casa il protagonista (Krist, dal nome non casuale, che parla spesso in prima persona) descrive la cinica e divertita indifferenza dei detenuti della sua camerata quando viene colpito alla testa dai blatnye, per impossessarsi del pane e burro che ha ricavato dalla vendita del pacco dono inviatogli dalla moglie.
È stata giustamente rilevata la particolare attenzione di Šalamov per il dolore degli animali, in linea con l'identica sensibilità dostoevskiana de Delitto e castigo e I fratelli Karamazov. In Lo scoiattolo viene descritta l'atroce fuga di questa piccola e fragile creatura, che non riesce a riguadagnare la foresta e finisce scannata a bastonate dalla folla senza un motivo; l'animaletto è una evidente metafora del destino dell'uomo.
(Varlam Šalamov, Lo scoiattolo, in Racconti di Kolyma)
In Occhi coraggiosi la spietata malvagità di un geologo si scatena contro una donnola sul punto di partorire; la creatura mostra di non temere l'uomo, e lo guarda come se lo rimproverasse dell'atto di volerle togliere la vita proprio nel momento in cui lei cerca di darla ai suoi piccoli: "Una zampa posteriore della donnola gravida era stata strappata via dallo sparo ed essa si trascinava dietro la poltiglia sanguinolenta dei suoi piccoli non ancora nati, che avrebbero potuto nascere da lì a un'ora...".
In Lida, Krist, ormai detenuto-infermiere (dunque "privilegiato" nelle sue possibilità di sopravvivenza alla Kolyma, un po' come il protagonista di Solženicyn ne Il primo cerchio), vive un raro momento di generosa solidarietà nei suoi confronti. L'impiegata Lida, che egli in precedenza aveva aiutato a salvarsi dalle attenzioni di un carceriere, senza neppure poterglielo dire se non con uno sguardo, cancella illegalmente la T che indica nei documenti l'antica attività controrivoluzionaria trockista di Krist, consentendogli di non avere rinnovata "a vita" la condanna e di poter sperare a breve nella liberazione: "Krist non disse a Lida neppure una parola di ringraziamento. Né lei ci contava. Per una cosa del genere non si dice grazie, non è la parola adatta". 
Il tema viene ripreso in Il domino in cui viene invitato ad una partita da un dottore; accetta senza entusiasmo per poi scoprire con sollievo che per entrambi si trattava di un piccolo pretesto per entrare in contatto e per Šalamov di beneficiare della benevolenza del medico.
In alcuni rari casi narra per esteso facendo lunghe descrizioni, talvolta non seguendo una cronologia rigorosa, specifiche condizioni tipiche e/o ricorrenti - La quarantena dei malati di tifo, Il procuratore verde (come venivano definite le fughe) - o vicende prolungate: I corsi, in cui narra del suo inquadramento tra gli infermieri.

## Fortuna dell'opera
Oltre a Irina Sirotinskaja, la più importante amica e studiosa dei racconti di Šalamov, notevole è l'intervento critico di Primo Levi, tra i primi a commentare il capolavoro, che però non riesce ad andare oltre una "commozione e simpatia" per le pagine dello scrittore. Piero Sinatti, uno dei più importanti traduttori e scopritori italiani dello scrittore russo, va oltre il semplice confronto tra campo concentrazionario nazista e sovietico di commentatori precedenti e storicizza approfonditamente gli eventi romanzeschi dei racconti, rileggendoli sul solco dell'eredità dostoevskiana di Memorie dalla casa dei morti.

## Edizioni italiane
- Kolyma. Racconti dai lager staliniani, a cura di e trad. di Piero Sinatti, ed. condotta sul testo russo in samizdat, senza consenso dell'autore, con Glossario dei termini russi non tradotti e note biografiche e interpretative sull'autore, Collana Il labirinto n.33, Roma, Savelli, 1976-1978,  p. 239. - col titolo Racconti della Kolyma. Storie dai lager staliniani, Collana GTE, Newton Compton, 2012; Collana Classici Moderni n.46, Roma, Newton Compton, 2022, ISBN 978-88-227-6303-7.
- Nel lager non ci sono colpevoli. Gli ultimi racconti della Kolyma, trad. di Laura Salmon, Presentazione di Piero Sinatti, Collana Confini n.34, Theoria, Roma, 1992, ISBN 88-241-0291-3.
- I racconti di Kolyma, trad. di Anita Guido, Introduzione di Victor Zaslavsky, Collana Il Castello n.44, Sellerio, Palermo, 1992. [trad. parziale]
- I racconti della Kolyma [ed. parziale], trad. di Marco Binni, Collana Biblioteca n.298, Adelphi, Milano, 1995, ISBN 978-88-45-91113-2; Collana gli Adelphi n.153, Adelphi, Milano, 1999, ISBN 978-88-45-91503-1.
- I racconti di Kolyma, a cura di a cura di Irina P. Sirotinskaja, traduzione di Sergio Rapetti e Piero Sinatti, ed. integrale, Collana i millenni, Torino, Einaudi, 1999, ISBN 978-88-061-3816-5. - 2 voll., Collana ET Scrittori n.641, Einaudi, 2005-2021, ISBN 978-88-062-5030-0.
- I racconti di Kolyma, traduzione di Leone Metz e Leonardo Coen, Prefazione di L. Coen, Collana Super Tascabili n.39, Milano, BC Dalai Editore, 2010, ISBN 978-88-607-3765-6.

### Edizione originale russa
- I racconti di Kolyma, a cura di I.P. Sirotinskaja, 1989-1992.